# ZNF830
ZNF830 (англ. Zinc finger protein 830) – білок, який кодується однойменним геном, розташованим у людей на короткому плечі 17-ї хромосоми. Довжина поліпептидного ланцюга білка становить 372 амінокислот, а молекулярна маса — 41 999.
| 10         |  | 20         |  | 30         |  | 40         |  | 50         |
| ---------- |  | ---------- |  | ---------- |  | ---------- |  | ---------- |
| MASSASARTP |  | AGKRVINQEE |  | LRRLMKEKQR |  | LSTSRKRIES |  | PFAKYNRLGQ |
| LSCALCNTPV |  | KSELLWQTHV |  | LGKQHREKVA |  | ELKGAKEASQ |  | GSSASSAPHS |
| VKRKAPDADD |  | QDVKRAKATL |  | VPQVQPSTSA |  | WTTNFDKIGK |  | EFIRATPSKP |
| SGLSLLPDYE |  | DEEEEEEEEE |  | GDGERKRGDA |  | SKPLSDAQGK |  | EHSVSSSREV |
| TSSVLPNDFF |  | STNPPKAPII |  | PHSGSIEKAE |  | IHEKVVERRE |  | NTAEALPEGF |
| FDDPEVDARV |  | RKVDAPKDQM |  | DKEWDEFQKA |  | MRQVNTISEA |  | IVAEEDEEGR |
| LDRQIGEIDE |  | QIECYRRVEK |  | LRNRQDEIKN |  | KLKEILTIKE |  | LQKKEEENAD |
| SDDEGELQDL |  | LSQDWRVKGA |  | LL         |  |            |  |            |

A: Аланін

C: Цистеїн

D: Аспарагінова кислота

E: Глутамінова кислота

F: Фенілаланін

G: Гліцин

H: Гістидин

I: Ізолейцин

K: Лізин

L: Лейцин

M: Метіонін

N: Аспарагін

P: Пролін

Q: Глутамін

R: Аргінін

S: Серин

T: Треонін

V: Валін

W: Триптофан

Кодований геном білок за функціями належить до білків розвитку, фосфопротеїнів. 
Задіяний у таких біологічних процесах, як клітинний цикл, поділ клітини, мітоз, ацетилювання. 
Білок має сайт для зв'язування з іонами металів, іоном цинку. 
Локалізований у ядрі, хромосомах.